# فرماندار
فرماندار کسی است که اداره یک کشور یا محدوده اداری کوچکتر از استان را برنامه عهده دارد و نام و وظایفش در کشورهای گوناگون متفاوت است. این مقام مسئولیت اجرای برنامه‌های انتخاباتی را نیز عهده‌دار است.
برای کشورهایی که نظام تقسیمات کشوری آن‌ها ایالتی است برای اشاره به رئیس ایالت، از واژه فرماندار استفاده می‌شود.

## فرماندار ویژه
فرماندار ویژه بالاترین مقام مسئول در یک شهرستان با درجه‌ی فرمانداری ویژه است. از نظر سلسله‌مراتب اداری، فرماندار ویژه معاون استاندار محسوب می‌شود و اختیاراتی فراتر از مقام فرماندار در شهرستان‌های دیگر دارد. عنوان رسمی فرماندار در شهرستان‌های دارای فرمانداری ویژه، معاون استاندار و فرماندار ویژه است.

## وظایف فرماندار
ارتباط و هماهنگی ادارات، نهادهای انقلابی، نهادهای انتظامی، شورای اسلامی شهرهای بخش، شهرداری‌ها و موسسات عمومی غیردولتی فعال در سطح شهرستان از وظایف فرماندار است.

## فرماندار در ایران
در ایران مسئولیت اداره یک شهرستان با فرماندار است. فرماندار بالاترین مقام مسئول در سطح شهرستان محسوب می‌شود و مدیریت برنامه‌ها، بودجه و هماهنگی ادارات دولتی و نهادهای دولتی در سطح شهرستان را بر عهده دارد.

## جایگاه فرماندار در تقسیمات کشوری ایران
همچنین در دودمان‌های گوناگونی که بر ایران حکومت می‌کردند، دارای نام‌های گوناگونی بوده‌است. نام زیردستان و وظایف وی در نظام جمهوری اسلامی ایران که هم‌اکنون بر کشور ایران حکومت می‌کند به شرح جدول زیر است:
| واحد تقسیمات کشوری | مسئول               | نهاد                  | نوع            | مرکز         |
| ------------------ | ------------------- | --------------------- | -------------- | ------------ |
| کشور               | وزیر کشور           | وزارت کشور            | دولتی          | پایتخت       |
| استان              | استاندار            | استانداری             | دولتی          | مرکز استان   |
| شهرستان            | فرماندار            | فرمانداری (ویژه)      | دولتی          | مرکز شهرستان |
| بخش                | بخشدار              | بخشداری               | دولتی          | مرکز بخش     |
| دهستان             | بخشدار (قبلاً دهدار) | بخشداری (قبلاً دهداری) | دولتی          | مرکز دهستان  |
| شهر                | شهردار              | شهرداری               | عمومی غیردولتی | –            |
| روستا              | دهیار               | دهیاری                | عمومی غیردولتی | –            |